# Sceloporus graciosus
Espèce
Synonymes
- Sceloporus gracilis Baird & Girard, 1852
- Sceloporus vandenburgianus Cope, 1896

Statut de conservation UICN

 LC  : Préoccupation mineure
Sceloporus graciosus, le Lézard du sagebrush, est une espèce de sauriens de la famille des Phrynosomatidae.

## Répartition
Cette espèce se rencontre :
- aux États-Unis en Californie, dans l'Oregon, dans l'État de Washington, dans l'Idaho, dans le Nevada, dans l'Utah, dans le Wyoming, dans le sud du Montana, dans l'ouest du Colorado, dans le nord de l'Arizona, dans le Nouveau-Mexique et dans l'Ouest du Texas ;
- au Mexique en Basse-Californie.

## Habitat
Comme son nom l’indique, il se trouve en général dans les zones broussailleuses de type sagebrush où il trouve une protection. On le trouve également dans des zones herbacées, dans les buissons des déserts ou dans des endroits rocheux. Il apprécie les manzanita, céanothes et genévriers, les forêts de pins et de sapins ou de séquoias à feuilles d'if. Il faut néanmoins que les zones soient lumineuses. Durant les hivers (très froids en altitude), il hiberne plus ou moins longtemps en fonction du climat de la région.

## Description

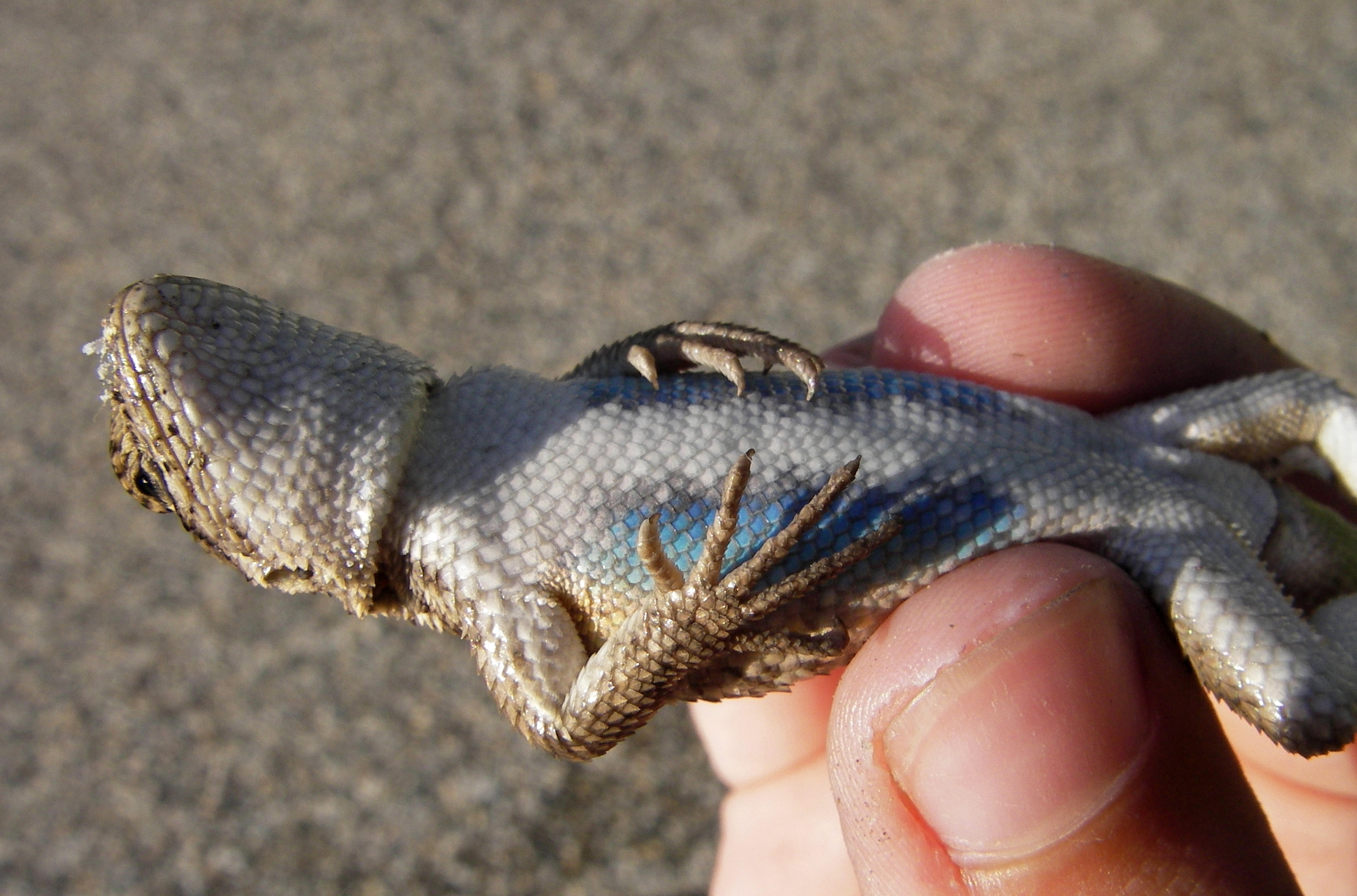
Marques bleues sur le ventre du mâle.

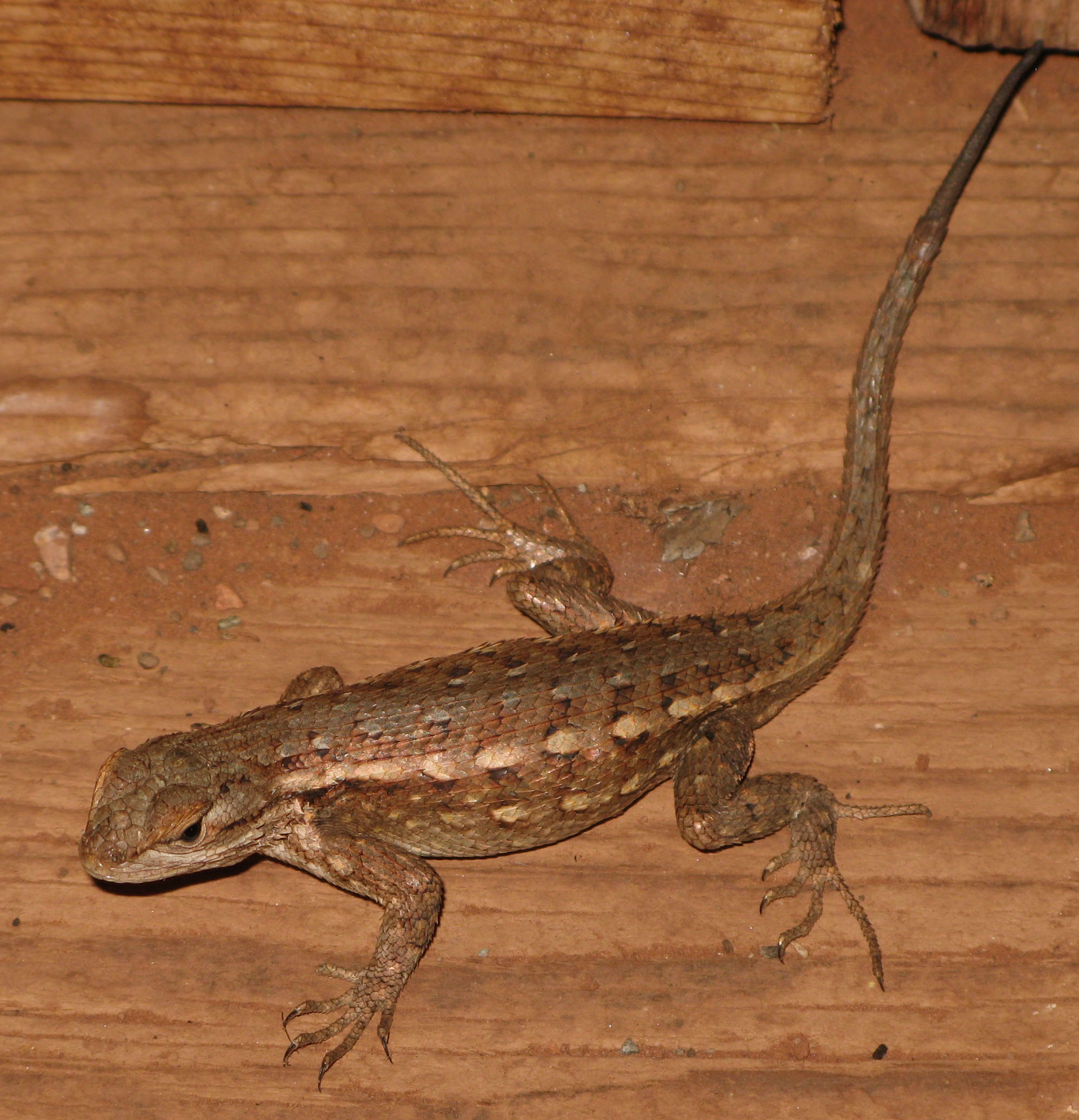

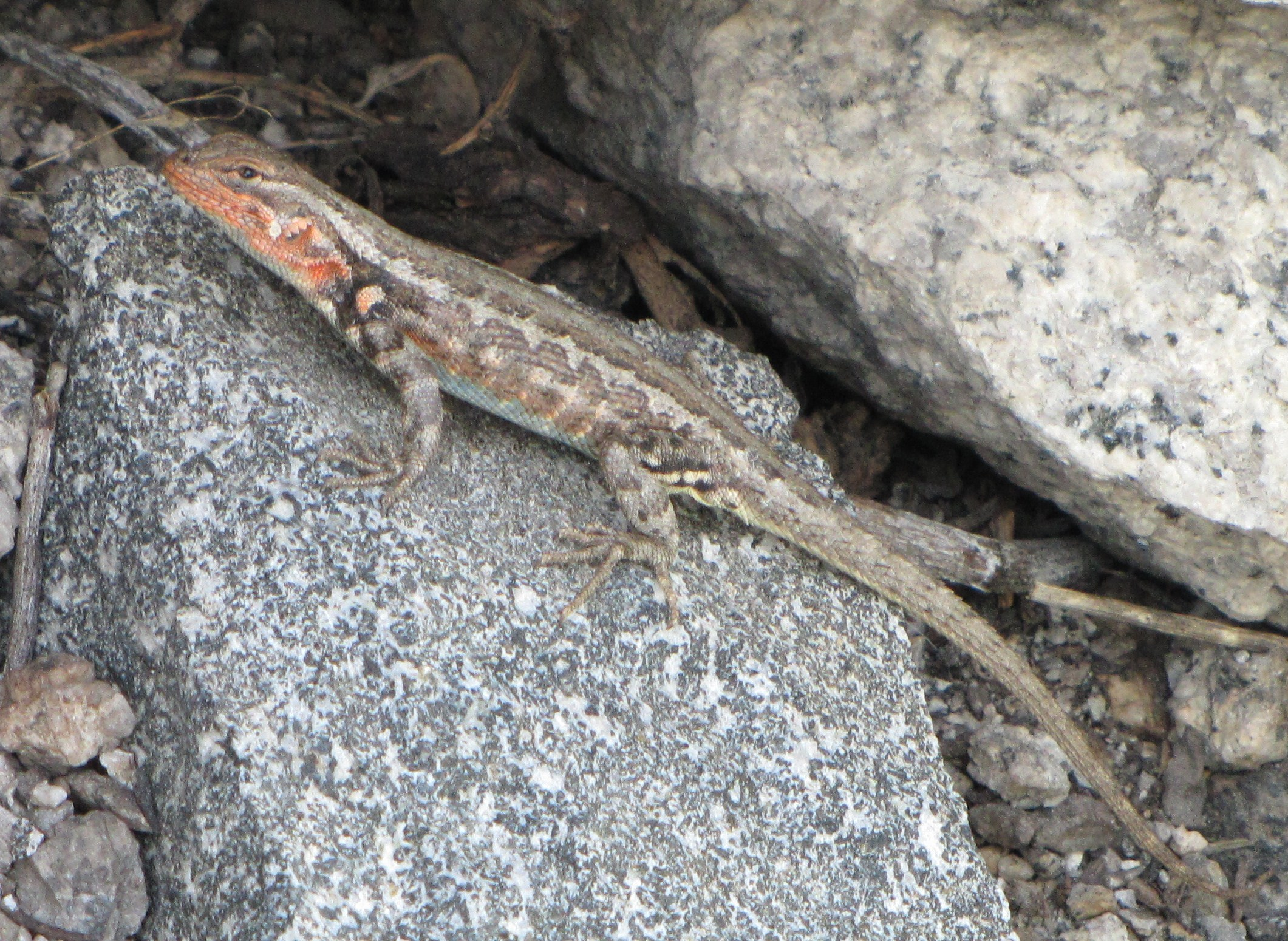

C’est un proche cousin du lézard des palissades bien que ses écailles soient plus fines et plus petites que chez ce dernier. Ses écailles dorsales sont de couleur grise ou brunâtre mais peuvent également avoir d’autres couleurs. Son dos possède de plus différents motifs ce qui améliore son camouflage. Le dessous de son corps est quant à lui gris clair. Les mâles possèdent également des marques de couleur bleue sur le ventre, moins marquées chez les femelles. Les jeunes peuvent avoir des marques orange sur le cou. L’intérieur de la gorge est bleu avec des parties blanches et roses. Adulte, ce lézard mesure de 4,7 à 8,9 cm de la tête à la queue.

## Liste des sous-espèces
Selon The Reptile Database (15 février 2013) :
- Sceloporus graciosus gracilis Baird & Girard, 1852
- Sceloporus graciosus graciosus Baird & Girard, 1852
- Sceloporus graciosus vandenburgianus Cope, 1896

Il existe trois variations régionales de ce lézard. Une qui se trouve au sud de la Californie (Sceloporus graciosus vandenburgianus). Une variété occidentale (Sceloporus graciosus gracilis) et une variété nordique (Sceloporus graciosus graciosus). La variété du nord, a des bandes de couleurs distinctives sur son dos, celle de l’ouest à moins de bandes colorées et ses taches ventrales bleues sont séparées par une zone blanche. La variété du sud possède une zone noire entre les taches bleues du ventre et parfois celles-ci sont reliées.
La sous espèce Sceloporus graciosus arenicolus a été élevée au rang d'espèce par Joseph T. Collins en 1991.

## Alimentation
Ce lézard se nourrit essentiellement de fourmis, mais il consomme également de nombreux insectes et arachnides, comme des termites, des mouches, des criquets, des araignées ou des scorpions.

## Prédateurs
Ses prédateurs sont les serpents comme les Masticophis et les Hypsiglena torquata. Il est également apprécié d’oiseaux de proie ainsi que de petits mammifères.

## Reproduction
Le lézard pond entre 2 et 10 œufs entre juin et août. Les œufs sont enterrés à environ deux centimètres sous le sol sous un buisson et il leur faut environ 2 mois pour éclore. Les jeunes deviennent matures après 1 an ou deux.

## Comportement
En cas de danger, le lézard se cache sous les rochers et dans les buissons et les arbres. Son activité est essentiellement diurne et sa période d’activité varie en général de mars à octobre avec des variations en fonction du climat de la région. Le territoire du lézard est assez réduit et varie de quelques mètres.

## Étymologie
Le nom spécifique graciosus vient du latin gratia, gracieux, en référence à l'aspect de ce saurien. Le nom spécifique de la sous-espèce Sceloporus graciosus gracilis vient du latin gracilis, mince, en référence à l'aspect de ce saurien.  La sous-espèce Sceloporus graciosus vandenburgianus est nommée en l'honneur de John Van Denburgh. Le nom vernaculaire provient de la plante Sagebrush que cette espèce fréquente régulièrement.

## Publications originales
- Baird & Girard, 1852 : Characteristics of some new reptiles in the museum of the Smithsonian Institution. Proceedings of the Academy of Natural Sciences of Philadelphia, vol. 6, p. 68-70 (texte intégral).
- Baird & Girard, 1852 : Descriptions of new species of reptiles, collected by the U.S. Exploring Expedition under the command of Capt. Charles Wilkes, U.S.N. First part — Including the species from the western coast of America. Proceedings of the Academy of Natural Sciences of Philadelphia, vol. 6, p. 174-177 (texte intégral).
- Cope, 1896 : On two new species of lizards from Southern California. The American Naturalist, vol. 30, p. 833-836 (texte intégral).